# ACP-1000
APC-1000 är en reaktortyp av utvecklad av kinesiska China National Nuclear Corporation (CNNC).
CNNC meddelade i oktober 2011 att man oberoende utvecklat en ny PWR; APC-1000 med en nominell effekt på 1 100 MW. I maj år 2013 meddelades at Preliminary Safety Analysis Report (PSAR) var klar och den tekniska designen var så långt gången att man kunde påbörja byggnation redan i början av år 2014. Under år 2013 meddelades även den första exportordern till Karachi kärnkraftverk i Pakistan och IAEA godkände i december 2014 ACP1000 som desing.
APC-1000 har 177 bränsleelement, vart och ett med en längd på 3,66 m.
De första reaktorerna byggs under 2014 och 2015 som enhet 5 och 6 till Fuqing kärnkraftverk